# Amphiesma inas
Amphiesma inas е вид влечуго от семейство Смокообразни (Colubridae). Видът е незастрашен от изчезване.

## Разпространение
Разпространен е в Индонезия (Суматра) и Малайзия (Западна Малайзия).